# Rumen Alexandrow
Rumen Alexandrow (* 26. Juni 1960) ist ein ehemaliger bulgarischer Gewichtheber.

## Sportliche Karriere
Die Weltmeisterschaften 1978 in Gettysburg waren Alexandrows erster internationaler Auftritt. Im Leichtschwergewicht bis 82,5 kg erzielte er 317,5 kg (142,5/175,0 kg) und belegte damit den 10. Platz. Sieger wurde Jurik Wardanjan mit 377,5 kg.
1980 startete Alexandrow bei den Europameisterschaften im serbischen Belgrad, wo er im Mittelschwergewicht bis 90 kg 390,0 kg (175,0/215,0 kg) im Zweikampf hob. Dies bedeutete den ersten Platz vor den beiden sowjetischen Hebern Walery Schary und Gennadi Bessonow mit jeweils 382,5 kg.
Zu den Olympischen Spielen in Moskau konnte er diese Leistung nicht abrufen und platzierte sich mit 375,0 kg (170,0/205,0 kg) im Zweikampf hinter Péter Baczakó mit 377,5 kg und vor Frank Mantek mit 370,0 kg auf dem zweiten Platz. Da die Olympischen Spiele 1980 gleichzeitig die Weltmeisterschaften für dieses Jahr bedeuteten, gewann Alexandrow auch die Vizeweltmeisterschaft im Zweikampf und im Reißen, sowie Bronze im Stoßen.

## Persönliche Bestleistungen
- Reißen: 175,0 kg in der Klasse bis 90 kg bei den Europameisterschaften 1980 in Belgrad
- Stoßen: 215,0 kg in der Klasse bis 90 kg bei den Europameisterschaften 1980 in Belgrad
- Zweikampf: 390,0 kg in der Klasse bis 90 kg bei den Europameisterschaften 1980 in Belgrad